# SMS Erzherzog Ferdinand Max (1865)
O SMS Erzherzog Ferdinand Max foi um navio ironclad operado pela Marinha Austríaca e depois pela Marinha Austro-Húngara, a primeira embarcação da Classe Erzherzog Ferdinand Max, seguido pelo SMS Habsburg. Sua construção começou em maio de 1863 na Stabilimento Tecnico Triestino e foi lançado ao mar em maio de 1865, sendo comissionado em junho do ano seguinte. Era inicialmente armado com uma bateria principal de dezesseis canhões de 48 libras, tinha um deslocamento de mais de cinco mil toneladas e alcançava uma velocidade máxima de doze nós.
O Erzherzog Ferdinand Max participou em 1866 da Guerra Austro-Prussiana, servindo de capitânia do contra-almirante Wilhelm von Tegetthoff. Esteve presente no final de julho na Batalha de Lissa, quando abalroou e afundou o ironclad italiano Re d'Italia. O navio pouco fez pelo restante de sua carreira, consequência de orçamentos navais muito reduzidos. Foi rearmado algumas vezes pelas décadas seguintes. Foi tirado de serviço em maio de 1886 e usado como embarcação auxiliar para a escolha de artilharia até 1908. Permaneceu no inventário até ser desmontado em 1916.

## Características
O Erzherzog Ferdinand Max tinha 83,75 metros de comprimento de fora a fora, uma boca de 15,96 metros e um calado médio de 7,14 metros. Seu deslocamento era de 5 210 toneladas. Seu sistema de propulsão consistia em um número desconhecido de caldeiras a carvão que alimentavam um motor a vapor horizontal de expansão única com dois cilindros que girava uma hélice. A potência indicada era de 2 965 cavalos-vapor (2 180 quilowatts) para uma velocidade máxima de 12,54 nós (23,22 quilômetros por hora). Sua tripulação era formada por 511 oficiais e marinheiros.
O navio foi inicialmente armado com dezesseis canhões antecarga de 48 libras arranjados em uma tradicional baterial lateral, oito armas de cada lado. Também carregava quatro canhão de oito libras e dois canhões de três libras. O casco do navio eram feito de madeira com um cinturão blindagem feito de ferro forjado rebitado por cima. Este tinha 123 milímetros de espessura sobre a bateria lateral e reduzia-se para 87 milímetros na proa e na popa.

## História
O batimento de quilha do Erzherzog Ferdinand Max ocorreu em 6 de maio de 1863 na Stabilimento Tecnico Triestino, sendo lançado ao mar em 24 de maio de 1865. A equipagem foi finalizada às pressas, pois as tensões com a Prússia e Itália levaram ao início da Guerra Austro-Prussiana e da Terceira Guerra de Independência Italiana em junho de 1866. Os canhões principais tinham sido encomendados da prussiana Krupp, assim não poderam ser entregues. Em vez disso, o Erzherzog Ferdinand Max foi armado com um número menor de canhões mais antigos. O contra-almirante Wilhelm von Tegetthoff, o comandante austríaco, começou imediatamente a mobilizar seus navios. Eles começaram a receber tripulações completas e realizar exercícios em Fasana. Tegetthoff fez do Erzherzog Ferdinand Max sua capitânia e levou a frota para Ancona em 27 de junho em uma tentativa de atrair os italianos para uma batalha, mas o almirante italiano Carlo Pellion di Persano não saiu em surtida, pois estava reabastecendo seus navios depois de uma viagem de Tarento. Tegetthoff fez outra surtida em 6 de julho, mas novamente os italianos não tentaram interceptá-lo.

### Batalha de Lissa
A frota italiana deixou Ancona em 16 de julho e seguiu para a ilha de Lissa, onde chegou dois dias depois. Junto estavam navios de transporte de tropas com três mil soldados. Os italianos passaram os dois dias seguintes bombardeando as defesas austríacas na ilha e fracassaram em uma tentativa de desembarque. Tegetthoff recebeu vários telegramas entre 17 e 19 de julho notificando-o do ataque, que ele inicialmente achou que era uma distração a fim de afastar a frota austríaca de suas principais bases em Pola e Veneza. Entretanto, Tegetthoff se convenceu na manhã do dia 19 que Lissa era de fato o objetivo italiano, assim pediu permissão para atacar. Os austríacos aproximaram-se na manhã de 20 de julho, com a frota italiana estando arrumada para uma nova tentativa de desembarque. Estes estavam divididos em três grupos, com apenas os dois primeiros conseguindo se concentrar em tempo. Tegetthoff arrumou seus ironclads em formação de cunha, liderando a bordo do Erzherzog Ferdinand Max no centro.

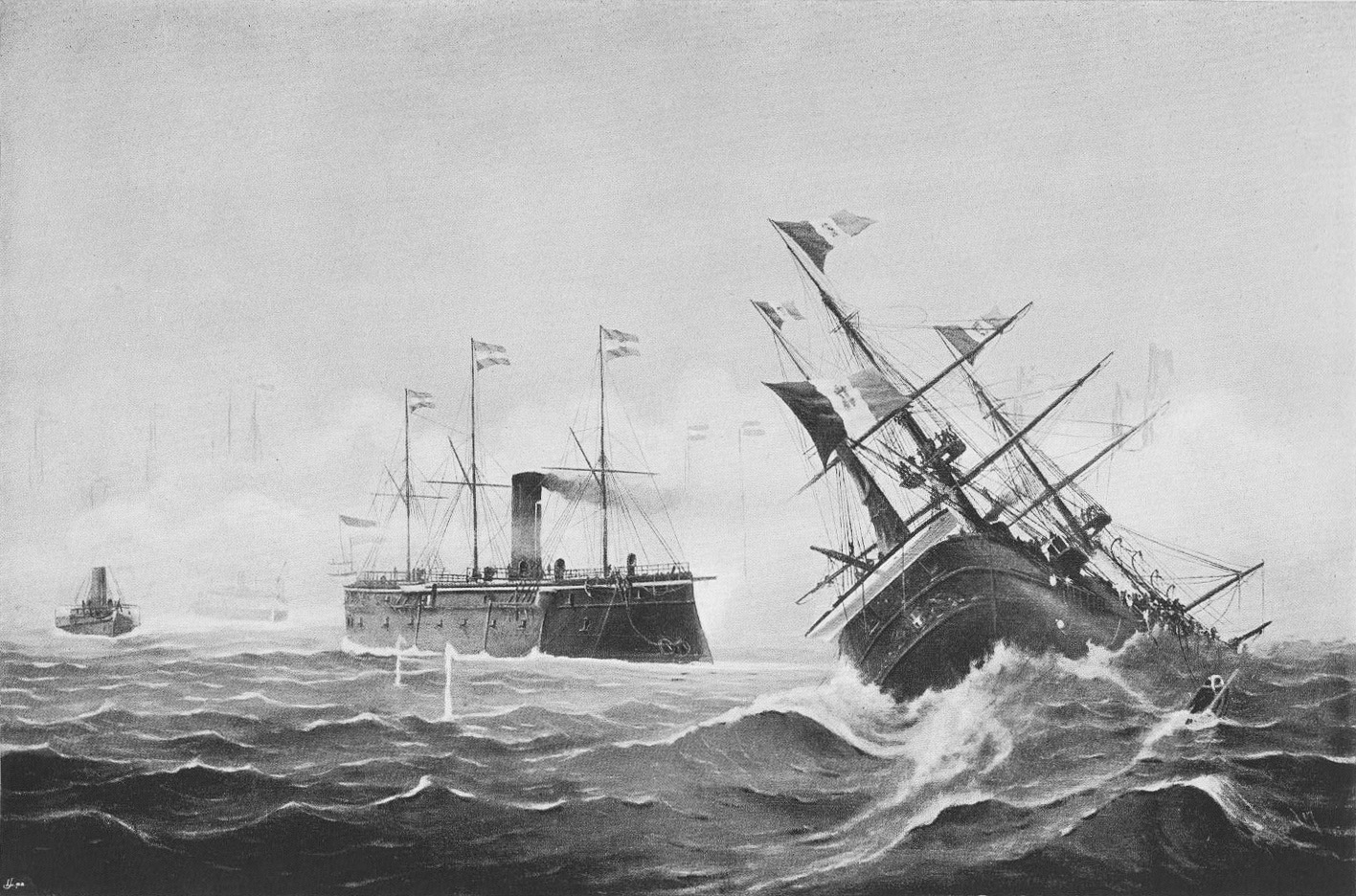
Ilustração de Gemälde von Gustav Kappler do Re d'Italia afundando depois de ser abalroado pelo Erzherzog Ferdinand Max na Batalha de Lissa

Persano, enquanto colocava seus navios em formação, transferiu sua capitânia do ironclad Re d'Italia para o Affondatore. Isto criou um buraco na linha italiana e Tegetthoff aproveitou a oportunidade para dividir a frota italiana e criar um melê. Ele passou pelo buraco, mas não conseguiu abalroar navio algum, assim foi forçado a dar a volta e tentar de novo. A artilharia austríaca incapacitou o leme do Re d'Italia na segunda passagem, deixando-o imanobrável. Tegetthoff aproveitou a oportunidade para abalroar o navio italiano, ordenando velocidade máxima para sua capitânia. As embarcações primeiro colidiram duas vezes em ângulos muito oblíquos para que danos sérios fossem infligidos, mas na terceira vez o Erzherzog Ferdinand Max conseguiu um acerto direto. O rostro austríaco abriu um grande buraco no casco do Re d'Italia a bombordo, enquanto o Erzherzog Ferdinand Max quase não foi danificado. O navio austríacos deu ré, com o Re d'Italia cambaleando para bombordo e afundando rapidamente. Tegetthoff inicialmente ordenou que botes fossem lançados para resgatar sobreviventes italianos, mas o ironclad San Martino estava se aproximando e o contra-almirante não podia deixar seu navio se tornar um alvo parado. Ele então ordenou que o aviso SMS Kaiserin Elisabeth ficasse para trás e resgatasse os sobreviventes enquanto o Erzherzog Ferdinand Max enfrentava o San Martino. Entretanto, os outros navios italianos não compreenderam que o Kaiserin Elizabeth estava tentando resgatar sobreviventes italianos, assim abriram fogo contra ele e o afugentaram.
Nesta altura, o navio de defesa de costa Palestro estava em chamas e seria destruído por uma explosão interna em um depósito de munição. Persano decidiu encerrar a batalha e se recusou montar um contra-ataque com suas forças desmoralizadas, mesmo ainda mantendo uma superioridade numérica. Além disso, seus navios estavam com pouco estoque de carvão e munições. O recuo dos italianos foi acompanhado pelos austríacos, mas Tegetthoff manteve uma certa distância para não colocar seu sucesso em risco. Os navios austríacos também eram mais lentos que os italianos, assim não podiam forçar um segundo confronto. A batalha terminou por completo com o cair da noite, com os italianos seguindo para Ancona e os austríacos para Pola. O Erzherzog Ferdinand Max disparou ao todo 156 projéteis no decorrer da batalha. Havia equipes de desembarque a bordo prontas para atacar os navios italianos, mas não houve uma oportunidade para tal no confronto, pois navios a vapor podiam simplesmente dar ré e se afastar antes que uma equipe de desembarque pudesse atravessar. O Erzherzog Ferdinand Max não foi seriamente danificado pela artilharia italiana ou pelos abalroamentos. Algumas placas de blindagem foram amassadas e a pintura do casco foi arrancada no local onde ele colidiu com o Re d'Italia, também sofrendo de um pequeno vazamento, mas fora isso estava ileso.

### Resto de carreira
Tegetthoff, depois de voltar para Pola, manteve a frota no norte do Mar Adriático em patrulhas contra um possível ataque italiano. Isto nunca ocorreu e os dois países assinaram em 12 de agosto o Armistício de Cormons, encerrando as hostilidades e levando ao Tratado de Viena. Apesar da Áustria ter derrotado a Itália em Lissa e na Batalha de Custoza em terra, o Exército Austríaco foi derrotado decisivamente pela Prússia na Batalha de Königgrätz. O Erzherzog Ferdinand Max depois do fim da guerra foi para um estaleiro britânico em Malta para passar por reparos na sua proa. A situação política pós-guerra levou ao Compromisso de 1867 e o estabelecimento da Áustria-Hungria, que foi forçada a ceder Lombardo-Vêneto para a Itália. As duas metades da monarquia dual tinham poder de veto sobre a outra, com o desinteresse húngaro em uma expansão naval levando a orçamentos seriamente reduzidos para a frota. A maior parte da frota austríaca foi descomissionada e desarmada imediatamente depois do fim da guerra.
Foi designado em 1869 para uma esquadra enviada para patrulhar o Levante, tornando-se a capitânia do contra-almirante Friedrich von Pöck. A formação também tinha o ironclad SMS Salamander, a corveta SMS Helgoland, as canhoneiras SMS Streiter, SMS Reka e SMS Hum e a escuna SMS Kerka. O Erzherzog Ferdinand Max e o Salamander passaram pela ilha de Rodes no início de setembro, parando em Esmirna no dia 12 para que o segundo tivesse suas caldeiras consertadas. Os dois ironclads partiram em 28 de setembro para visitarem Mitilene, chegando em 2 de outubro. Em seguida navegaram para Urla no Império Otomano, onde Pöck recebeu ordens de retornar a Esmirna e aguardar o imperador Francisco José I, que iria comparecer à inauguração do Canal de Suez. O Erzherzog Ferdinand Max enquanto isso foi reabastecer carvão em Çanakkale em 26 de outubro, encontrando-se no local com o ironclad italiano Roma, que tinha levando o vice-almirante príncipe Amadeu, Duque de Aosta, para Constantinopla.

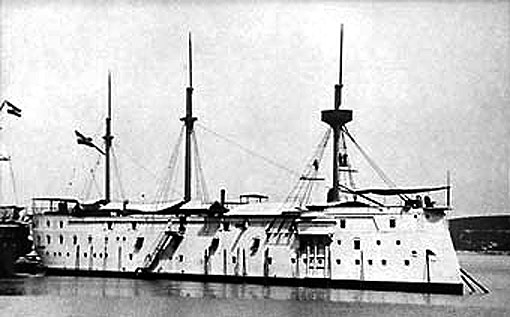
O Erzherzog Ferdinand Max c. 1900

Francisco José, enquanto isso, estava fazendo uma viagem pelo Mar Mediterrâneo, embarcando no iate imperial SMS Greif em Constantinopla. O navio partiu com esquadra de ironclads otomanos como escolta. Passaram por Dardanelos e se encontraram com Erzherzog Ferdinand Max, seu irmão SMS Habsburg e dois barcos com rodas de pás, que então o escoltaram até Porto Said, na entrada do Canal de Suez. Os ironclads permaneceram no Mediterrâneo enquanto os outros navios seguiram para o Mar Vermelho na companhia da imperatriz Eugênia da França a bordo de seu próprio iate. O Erzherzog Ferdinand Max e o Habsburg foram destacados em 16 de novembro, seguindo para a Baía de Suda em Creta, porém tempestades forçaram ambos a se refugiarem no dia 25 em Navarin. Navegaram então para Corfu, reunindo-se com o Greif e o resto da esquadra. Os ironclads navegaram sozinhos para Pola, mas tempestades deixaram Pöck preocupado com a segurança do imperador, assim ele navegou para Trieste com o objetivo de se certificar que o Greif tinha chegado. Ele foi informado da chegada de Francisco José e assim seguiu para Pola com seus navios.
O Erzherzog Ferdinand Max foi rearmado em 1874 com catorze canhões antecarga de 178 milímetros fabricados pela britânica Armstrong mais quatro armas menores. Foi rearmado novamente em 1882, recebendo uma bateria leve de quatro canhões retrocarga de 89 milímetros, dois canhões antecarga de 70 milímetros, dois canhões-revólver de 47 milímetros e três canhões automáticos de 25 milímetros. O navio foi removido do registro naval em 19 de maio de 1886 e seu armamento reduzido para oito canhões de 100 milímetros. Estas foram removidas no ano seguinte e substituídas por um canhão de 260 milímetros e um de 240 milímetros. Entre 1889 e 1908 foi usado como embarcação auxiliar para a escola de artilharia. O Erzherzog Ferdinand Max foi desmontado em 1916 na Primeira Guerra Mundial.